# Malteški scudo
Malteški scudo je novčana jedinica Suverenoga malteškoga vojnoga reda.
Malteški scudo koristio je Suvereni malteški vojni red na Malti do 1798., a 1825. godine zamijenjen je britanskom funtom. 
Od 1961. godine, Suvereni malteški vojni red ponovno emitira svoju valutu, a nekolicina zemalja smatra je zakonskim sredstvom plaćanja. Od 1964. Red izdaje svoje kovanice u nekoliko europskih gradova, uglavnom za kolekcionare, što mu omogućuje prikupljanje sredstava za dobrotvorne svrhe. 
Vrijednost malteškoga scuda vezana je uz euro po paritetu 1 scudo = 0,24 eura (1 euro = 0,02 taro).
Vrijednost podjedinica je: 1 scudo = 12 taro = 240 grano = 1440 picciolo.